# 朱万年
朱万年（？—1632年），字鶴南，贵州黎平府永从县人，明朝政治人物。
万历三十七年（1609年）举人，历任山东定陶县知县、北京中城兵马指挥司指挥、户部河南司主事、员外郎、郎中、莱州府知府。
崇祯四年（1631年）闰十一月，孔有德、李九成等发动吴桥兵变，五年（1632年）正月登州府陷落。朱万年拒绝孔有德的招降，率兵坚守莱州府。崇祯帝派山东巡抚徐从治、登莱巡抚谢琏率军到莱州府援助朱万年。四月，徐从治被孔有德的红衣大炮击伤而死。七月，孔有德假意向山东总督刘宇烈请求招安，刘宇烈携旨至掖县城下，命谢琏、朱万年出城宣旨，两人被孔有德俘虏。孔有德命朱万年劝降城中，朱万年不屈被杀。六年（1633年）四月，明军平叛，孔有德渡海投降后金。

## 延伸阅读
[在维基数据编辑]
 《明史卷二百九十》，出自《明史》